# 川村ティナ
川村 ティナ（かわむら ティナ、結婚前の本名はMartina Jackson、1971年8月16日 - ）は、アメリカ合衆国インディアナポリス出身のファッションモデル、女優、タレント。聖心インターナショナルスクール卒業、テンプル大学英文学部卒業。父親がアメリカ人で母親が日本人。過去にスペースクラフト、太田プロダクションに所属していたが後に所属事務所「DOMOS」に所属。

## 人物・来歴
インターナショナルスクール在学中にスカウトされ芸能界入り。学生時代に、日本テレビ系列火曜サスペンス劇場『可愛い悪魔』で女優としてデビュー。
大橋巨泉と共演したハウス食品のラーメン「本中華」のCMで人気を集める。
雑誌『ジュニアスタイル』、『Junie』（ジュニー）の専属モデル、三菱石油、資生堂のCMや、TBSのテレビドラマ「HOTEL」、後に情報番組のアシスタントやレポーターとしても活動。
タレント、DJパーソナリティのジョージ・ウィリアムズと2000年に結婚、二男一女がいる。結婚後もタレント活動を行っている。

## 主な出演

### バラエティ番組
- サイエンスアイ（NHK系列）
- くりぃむナントカ - からいやつら第6回のみ2代目ケイティとして。(テレビ朝日系列)
- BSマンガ夜話（NHK系列）
- 黒船MOCOMOCO（日本テレビ系列）
- グッドモーニングジャパン（フジテレビ系列）

### テレビドラマ
- 可愛い悪魔（1982年8月10日、日本テレビ・火曜サスペンス劇場、監督：大林宣彦）- 川村ありす 役
- HOTEL（TBS系列）
- ビーファイターカブト （1996年、テレビ朝日・白石エリカ役）

### CM
- ハウス食品　ラーメン「本中華」（大橋巨泉と共演）
- 三菱石油
- 資生堂「リセエンヌ」

### 雑誌
- ジュニアスタイル（鎌倉書房） 専属モデル
- 週刊セブンティーン（1984年8月7日号、8月14日号、9月18日号、9月25日号、集英社）
- Junie（1986年 - 、鎌倉書房→扶桑社） 専属モデル